# أنطونيو ألفاريز ألونسو
أنطونيو ألفاريز ألونسو (بالإسبانية: Antonio Álvarez Alonso)‏ هو عازف بيانو وملحن إسباني، ولد في 11 مارس 1867 في مارتوس في إسبانيا، وتوفي في 22 يونيو 1903 في كارتاخينا في إسبانيا.

## وصلات خارجية
- أنطونيو ألفاريز على موقع IMDb (الإنجليزية)
- أنطونيو ألفاريز على موقع ميوزك برينز (الإنجليزية)
- أنطونيو ألفاريز على موقع ديسكوغز (الإنجليزية)